# Noah Bowman
Pour les articles homonymes, voir Bowman.
Noah Bowman, né le 8 mai 1992 à Calgary, est un skieur acrobatique canadien spécialisé dans les épreuves de half-pipe.

## Carrière
Il commence sa carrière à haut niveau en 2008 en participant à des épreuves de la Coupe nord-américaine. En 2010, il devient champion du monde junior de half-pipe à Cardrona.
En janvier 2012, il remporte la médaille d'argent en superpipe aux Winter X Games d'Aspen derrière David Wise après avoir été sélectionné en second choix. Son premier podium en Coupe du monde intervient quelques semaines plus tard à Mammoth avec une deuxième place. En 2014, il se classe cinquième de l'épreuve de half-pipe des Jeux olympiques de Sotchi. En 2022, il participe aux Jeux olympiques de Beijing et se classe 4e dans l'épreuve demi-lune.

## Palmarès

### Jeux olympiques
| Édition/Discipline | Half-pipe |
| Sotchi 2014        | 5e        |
| Pyeongchang 2018   | 5e        |
| Beijing 2022       | 4e        |

### Championnats du monde
| Édition/Discipline            | Half-pipe |
| Mondiaux 2011 : Park City     | 11e       |
| Mondiaux 2013 : Oslo          | 10e       |
| Mondiaux 2017 : Sierra Nevada | 6e        |
| Mondiaux 2019 : Deer Valley   | Bronze    |
| Mondiaux 2021 : Aspen         |           |

### Coupe du monde
- Meilleur classement général : 2e en 2020.
- Meilleur classement en half-pipe : 2e en 2020.
- 13 podiums dont 2 victoires :

| Saison / Épreuve | Half-pipe     |
| ---------------- | ------------- |
| 2017-2018        | Tignes        |
| 2019-2020        | Secret Garden |

### Winter X Games
- Winter X Games 2012 : 2e en Halfpipe
- Winter X Games 2015 : 6e en Halfpipe
- Winter X Games 2017 : 3e en Halfpipe
- Winter X Games 2018 : 6e en Halfpipe
- Winter X Games 2019 : 6e en Halfpipe
- Winter X Games 2020 : 8e en Halfpipe